# Songs of Experience
Songs of Experience är det fjortonde studioalbumet av det irländska rockbandet U2. Albumet släpptes globalt den 1 december 2017. 

## Låtlista
1. Love Is All We Have Left – 2:41
2. Lights of Home – 4:16
3. You're the Best Thing About Me – 3:45
4. Get Out of Your Own Way – 3:58
5. American Soul – 4:21
6. Summer of Love – 3:24
7. Red Flag Day – 3:19
8. The Showman (Little More Better) – 3:23
9. The Little Things That Give You Away – 4:55
10. Landlady – 4:01
11. The Blackout – 4:45
12. Love Is Bigger Than Anything in Its Way – 4:00
13. 13 (There Is a Light) – 4:19